# Єжи Клочовський
Єжи Казімеж Клочовський (пол. Jerzy Kazimierz Kłoczowski; 29 грудня 1924, Боґдани-Великі, Польща — 2 грудня 2017) — польський історик, професор Люблінського католицького університету, колишній член Польського сенату. Досліджував історію Польщі до поділу, історію 19 століття, історію християнства.

## Біографія
Під час Другої світової війни був солдатом у Армії Крайовій та брав участь у Варшавському повстанні, де був тяжко поранений та втратив праву руку. В квітні 1945 року вступив в Університет імені Адама Міцкевича у Познані, а пізніше в Університет Миколая Коперника, де він одержав докторський ступінь в 1950 році та почав викладати в Люблінському католицькому університеті. Став професором від 1974 році.
В 1956 році належав до варшавського Клубу католицької інтелігенції. Був членом анти-комуністичного руху Солідарність. Після повалення комунізму в Польщі був сенатором, членом Комісії з міжнародних справ в сенаті та представник Польського парламенту в Раді Європи. У 2002 році став директором Інституту Центрально-Східної Європи.
Кавалер орденів: Орден Білого Орла, Virtuti Militari, Хреста Заслуги з Мечами та Хреста Хоробрих.
Почесний доктор Гродненського університету (1993), Києво-Могилянської академії (1998), Вільного університету Берліна (1998) та Сорбонни (1999).
Помер 2 грудня 2017 року.